# Rebutia
Rebutia  es un género de cactus perteneciente a la familia Cactaceae. Contiene 3 especies aceptadas.
En 1895, Karl Moritz Schumann nombró el género en honor de Pierre Rebut ( * 1827 - 1898), un cultivador francés de cactus. Son generalmente pequeños, coloridos, de forma globular, que con frecuencia producen flores que son relativamente grandes en comparación con el cuerpo, no se distinguen las costillas, pero tiene pequeños tubérculos. Son considerados fáciles de producir ya que produce numerosas semillas que germinan libremente alrededor de la planta madre.

## Etimología
Rebutia: nombre genérico dado en 1895 por Karl Moritz Schumann en honor de Pierre Rebut (* 1827 - 1898), un botánico francés especializado en cactáceas.

## Especies aceptadas
Actualmente, el género Rebutia consta de 3 especies aceptadas según la Plants of the World online (POWO):
| Imagen | Nombre científico          | Distribución                                   |
| ------ | -------------------------- | ---------------------------------------------- |
|        | Rebutia fabrisii Rausch    | Noroeste de Argentina                          |
|        | Rebutia minuscula K.Schum. | Noroeste de Argentina                          |
|        | Rebutia padcayensis Rausch | Desde Bolivia al noroeste de Argentina (Salta) |

## Sinonimia
| - Aylostera Speg. - Bridgesia Backeb. - Cylindrorebutia Fric & Kreuz. - Digitorebutia Fric & Kreuz. - Echinorebutia Fric (nom. inval.) - Eurebutia Fric (nom. inval.) - Gymnantha Y.Itô - Mediolobivia Backeb. | - Mediorebutia Fric (nom. inval.) - Neogymnantha Y.Itô - Reicheocactus Backeb. - Setirebutia Fric & Kreuz. (nom. inval.) - Spegazzinia Backeb. - Sulcorebutia Backeb. - Weingartia Werderm. |